# Biologie de la dépression

Molécule de sérotonine. Sa recapture au niveau de la synapse est la cible de nombreux antidépresseurs de la classe des IRS (inhibiteurs sélectifs de la recapture de la sérotonine).

La biologie de la dépression regroupe l'ensemble des études et des théories cherchant à identifier l'importance de la dimension biologique dans le développement de la dépression, de manière le plus souvent complémentaire (mais parfois opposée) aux théories qui soulignent les causes psychologiques ou contextuelles (environnementales).
Des études scientifiques ont constaté que de nombreuses régions cérébrales montrent une activité altérée chez certains patients souffrant de dépression, ou que certaines versions de gènes (5-HTTLPR par exemple) sont différemment exprimées chez certains patients atteints. Ceci a entraîné l'élaboration de diverses théories qui cherchent à déterminer l'origine biochimique de la maladie.
Plusieurs théories concernant la cause de dépression biologiquement basées ont été suggérées au fil des années. L'hypothèse monoamine est l'une de ces théories, elle a fait l'objet de nombreuses études dans la littérature scientifique.

## État des connaissances
Il est de plus en plus communément admis que la dépression n'est pas exclusivement liée à des événements de vie négatifs. Également, l'origine génétique et donc biologique de la dépression ne suffit pas à expliquer le mécanisme de la dépression : certaines personnes possédant une vulnérabilité génétique à la dépression ne développent aucune dépression au cours de leur vie. La dépression serait alors le résultat d'une interaction entre trois types de facteurs : psychologiques, environnementaux et génétiques.
Ainsi, la biologie, sous tendue par la génétique, provoquerait une modulation de la sensibilité du sujet à l'environnement : plus une personne possède de facteurs de vulnérabilité génétique, plus elle a de chances statistiques de tomber en dépression face à des événements de vie négatifs, sans qu'il n'y ait de déterminisme. 
Finalement, l'héritabilité (quantification de l'importance de facteurs génétiques dans l'apparition d'un trait ou d'une pathologie) de la dépression est estimée, selon les études, aux alentours de 40%. L’héritabilité serait également significativement plus importante chez la femme. 